# Hong Kong Police Force

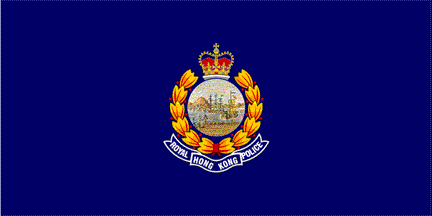
Flaggan för Royal Hong Kong Police Force som användes fram till 1 juli 1997.

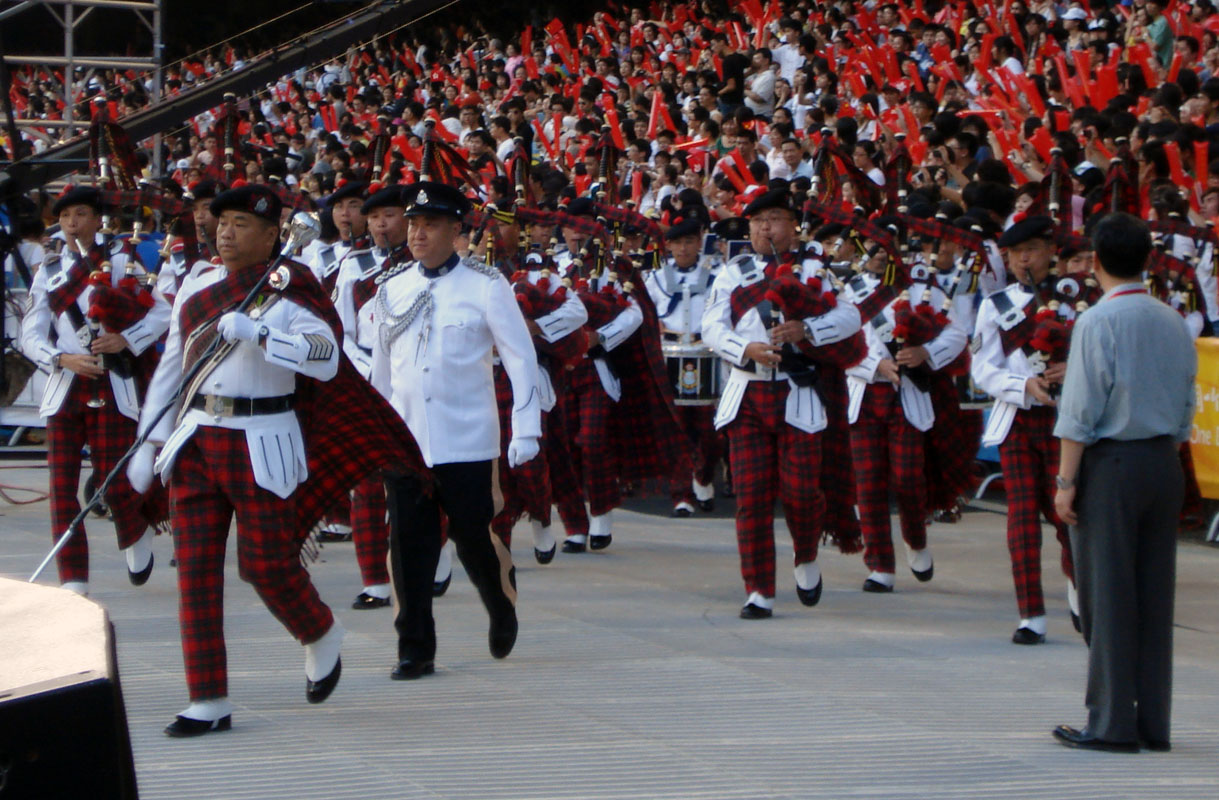
Hong Kong Police Force Silver Pipe Band 2008 i sina traditionella skotska uniformer som kommer från Royal Hong Kong Police Force.

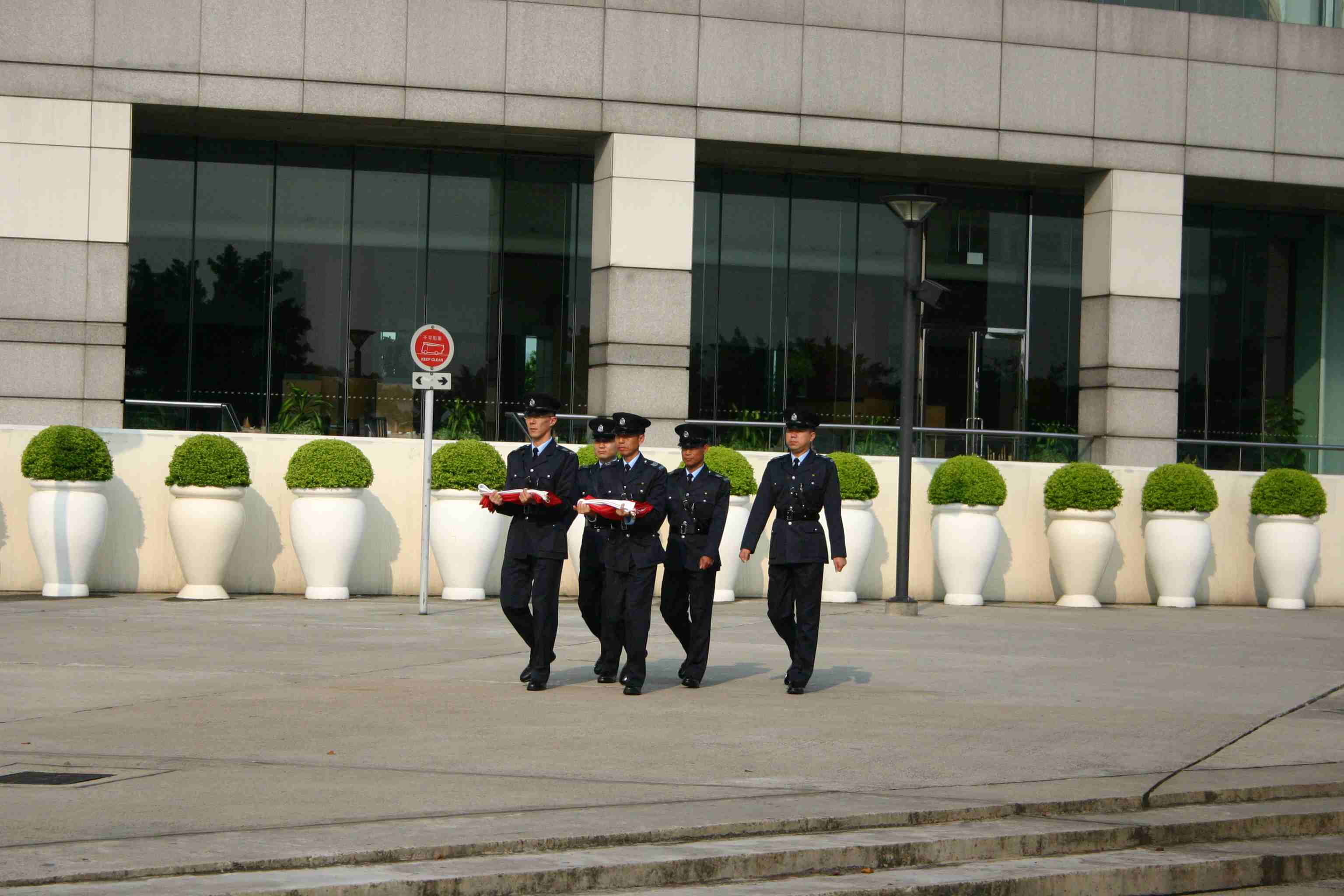
Polisen marscherar i brittisk stil med Hongkongs flagga till flagghissning.

Hong Kong Police Force (förkortat: HKPF) är en självständig polismyndighet i Hongkong, Kina som inrättades 1 juli 1997 och har sitt ursprung ur Royal Hong Kong Police Force i Brittiska Hongkong som upphörde 1 juli 1997.   
Enligt Hong Kong Basic Law och British Sino Joint Decleration från 1984 är Kina skyldiga att se till att polismyndigheten i Hongkong behåller engelska som huvudspråk och sina brittiska traditioner fram till 1 juli 2047.[källa behövs] Trots det så tvingade Kina och centralkommiten med Xi Jingping i spetsen Hongkongs regering att införa National Security Law 2020 och Folkets befrielsearme marschstil med kommandon på mandarin tvångsinfördes vilket var ett grundlagsbrott mot Hongkongs konstution och internationell lag.[källa behövs]. Polisens paradmarsch är oförändrad sedan 1997 och är Mein vater war ein wandersmann  och inspektionsmarsch Highland Cathedral som är från Tyskland.